# MAKO
MAKO(MAKO, 1986년 10월 7일 ~ )는 일본의 여성 성우 및 가수이다. 도쿄도 출신으로 스페이스 크래프트 프로듀스 소속, Bon-Bon Blanco의 리더이다. 본명은 사쿠라이 마코(桜井 真子).

## 출연작

### 텔레비전 애니메이션
2005년
- 카미츄! (히토츠바시 유리에)

2006년
- 스쿨럼블 (이치죠 카렌)

2008년
- 오늘의 5학년 2반 (아이하라 카즈미)

2009년
- 우주를 달리는 소녀 (시시도 아키하)

2010년
- 목소리로 일하자! (아오야기 칸나)
- 하나마루 유치원 (코우메)
- 쥬얼펫 트윙클 (차로트)

2011년
- 쥬얼펫 선샤인 (차로트)
- C3 -시큐브- (마미 메이커)

2012년
- 사키 아치가편 (마츠미 유우)

### 게임
2013년
- 섬란 카구라 SHINOVI VERSUS (료나)